# Hildegard Hammerschmidt-Hummel
Hildegard Hammerschmidt-Hummel (* 21. Januar 1944 in Bad Wünnenberg; † 24. Mai 2024) war eine deutsche Anglistin und Literaturwissenschaftlerin.

## Werdegang
Hildegard Hammerschmidt-Hummel studierte von 1967 bis 1972 Anglistik, Amerikanistik, Geschichte und Politikwissenschaft in Marburg. 1972 wurde sie mit der Dissertation „Das historische Drama in England (1956-1971)“ promoviert. 1977 habilitierte sie sich in Mainz über „Die Importgüter der Handelsstadt London als Sprach- und Bildbereich des elisabethanischen Dramas“. 1978/79 war sie Vorstandsmitglied des Verbandes der Wissenschaftler an Forschungsinstituten e. V. in München. 1978 wurde sie Leiterin des Kulturreferats am Generalkonsulat der Bundesrepublik Deutschland in Toronto (German Consul for Cultural Affairs). Dort erarbeitete sie u. a. das wissenschaftliche Rahmenprogramm zur Kunstausstellung „German Masters of the Nineteenth Century“ in der Art Gallery of Ontario in Toronto.
1982 nahm Hammerschmidt-Hummel ihre Lehrtätigkeit an der Universität Mainz wieder auf. Sie wurde leitende wissenschaftliche Mitarbeiterin am dortigen Shakespeare-Bildarchiv, ab 1996 an der Mainzer Akademie der Wissenschaften und der Literatur, gegründet von Horst Oppel. Im Rahmen des DFG- und Akademie-Projekts „Die Shakespeare-Illustration“ übernahm sie Ausbau und Edition der Sammlung des Shakespeare-Bildarchivs. 1984/85 nahm sie die Gastprofessur British and American Studies an der Universität/Gesamthochschule Kassel wahr, 1996/97 erhielt sie ein DFG-Forschungsstipendium für das Buchprojekt „Authentische Bildnisse William Shakespeares“.

## Wissenschaftliches Werk
Seit 1972 veröffentlichte Hammerschmidt-Hummel zahlreiche werk- und autorzentrierte Beiträge zur Shakespeare-Forschung, darunter ein Kompendium mit 3000 bildkünstlerischen Illustrationen zu Shakespeares Dramen.

## Publikationen in Auswahl
- Das Geheimnis um Shakespeares 'Dark Lady'. Dokumentation einer Enthüllung. Wissenschaftliche Buchgesellschaft, Darmstadt 1999.
- What did Shakespeare Look Like? Authentic Portraits and the Death Mask. Methods and Results of the Tests of Authenticity. AMS, New York 2000.
- Die verborgene Existenz des William Shakespeare. Dichter und Rebell im katholischen Untergrund. Herder, Freiburg 2001, ISBN 3-451-27417-5 (neu ISBN 978-3-451-27417-6).
- William Shakespeare. Seine Zeit – Sein Leben – Sein Werk. Philipp von Zabern, Mainz 2003, ISBN 3-805-32958-X.
- „Die Shakespeare-Illustration (1594-2000). Bildkünstlerische Darstellungen zu den Dramen William Shakespeares“: Katalog, Geschichte, Funktion und Deutung. Mit Künstlerlexikon, klassifizierter Bibliographie und Registern. Mit 3100 Schwarzweissabbildungen. 3 Teile. Harrassowitz Verlag, Wiesbaden 2003, ISBN 3-447-04626-0 (neu ISBN 978-3-447-04626-8).
- Die authentischen Gesichtszüge William Shakespeares. Die Totenmaske des Dichters und Bildnisse aus drei Lebensabschnitten. Georg Olms, Hildesheim 2006.
  - The True Face of William Shakespeare. The Poet’s Death Mask and Likenesses from Three Periods of his Life. Chaucer Press, London 2006.
- The Life and Times of William Shakespeare 1564–1616. Chaucer Press, London 2007.